# Метод Феррари
Метод Феррари — аналитический метод решения алгебраического уравнения четвёртой степени, предложенный итальянским математиком Лодовико Феррари.

## Описание метода
Пусть уравнение {\displaystyle 4}-й степени имеет вид
| {\displaystyle x^{4}+ax^{3}+bx^{2}+cx+d=0}. | (1) |

Если {\displaystyle y_{1}} — произвольный корень кубического уравнения
| {\displaystyle y^{3}-by^{2}+(ac-4d)y-a^{2}d+4bd-c^{2}=0} | (2) |

(резольвенты основного уравнения), то четыре корня исходного уравнения находятся как корни двух квадратных уравнений
{\displaystyle x^{2}+{\frac {a}{2}}x+{\frac {y_{1}}{2}}=\pm {\sqrt {\left({\frac {a^{2}}{4}}-b+y_{1}\right)x^{2}+\left({\frac {a}{2}}y_{1}-c\right)x+{\frac {y_{1}^{2}}{4}}-d}},}
где подкоренное выражение в правой части является полным квадратом. Отметим, что дискриминанты исходного уравнения (1) четвёртой степени и уравнения (2) совпадают.
Представим уравнение четвёртой степени в виде:
{\displaystyle Ax^{4}+Bx^{3}+Cx^{2}+Dx+E=0,}
Его решение может быть найдено из следующих выражений:
{\displaystyle \alpha =-{3B^{2} \over 8A^{2}}+{C \over A},}
{\displaystyle \beta ={B^{3} \over 8A^{3}}-{BC \over 2A^{2}}+{D \over A},}
{\displaystyle \gamma =-{3B^{4} \over 256A^{4}}+{B^{2}C \over 16A^{3}}-{BD \over 4A^{2}}+{E \over A},}
если {\displaystyle \beta =0}, тогда, решив {\displaystyle u^{4}+\alpha u^{2}+\gamma =0} и, сделав подстановку {\displaystyle x=u-{B \over 4A}}, найдём корни:
{\displaystyle x=-{B \over 4A}\pm _{s}{\sqrt {-\alpha \pm _{t}{\sqrt {\alpha ^{2}-4\gamma }} \over 2}},\qquad \beta =0}.
{\displaystyle P=-{\alpha ^{2} \over 12}-\gamma ,}
{\displaystyle Q=-{\alpha ^{3} \over 108}+{\alpha \gamma  \over 3}-{\beta ^{2} \over 8},}
{\displaystyle R=-{Q \over 2}\pm {\sqrt {{Q^{2} \over 4}+{P^{3} \over 27}}}}, (любой знак квадратного корня подойдёт)
{\displaystyle U={\sqrt[{3}]{R}}}, (три комплексных корня, один из которых подойдёт)
{\displaystyle y=-{5 \over 6}\alpha +U+{\begin{cases}U=0&\to -{\sqrt[{3}]{Q}}\\U\neq 0&\to {-P \over 3U}\end{cases}},}
{\displaystyle W={\sqrt {\alpha +2y}}}
{\displaystyle x=-{B \over 4A}+{\pm _{s}W\pm _{t}{\sqrt {-\left(3\alpha +2y\pm _{s}{2\beta  \over W}\right)}} \over 2}.}
Здесь {\displaystyle \pm _{s}} и {\displaystyle \pm _{t}} — два независимых параметра, каждый из которых равен либо {\displaystyle +}, либо {\displaystyle -}. Количество возможных пар их значений равно четырём, и каждая пара производит один из четырёх корней изначального уравнения четвёртой степени. В случае, если какой-то из корней является кратным, количество дающих его пар значений {\displaystyle \pm _{s}} и {\displaystyle \pm _{t}} равно степени его кратности. В зависимости от выбора {\displaystyle U} (при взятии кубического корня возникает неоднозначность) корни будут соответствовать парам в разном порядке.

## Вывод черезтеорему Виета
Пусть имеется уравнение канонического вида:
{\displaystyle \ x^{4}+ax^{2}+bx+c=0}
Обозначим корни уравнения как {\displaystyle x_{1},x_{2},x_{3},x_{4}}.
Для корней уравнения в канонической форме, по теореме Виета будет выполняться соотношение 
{\displaystyle \ x_{1}+x_{2}+x_{3}+x_{4}=0:}
Это уравнение будет иметь по меньшей мере два недействительных корня, которые будут сопряженными друг другу. Будем считать, что это
{\displaystyle \ x_{3}=-W+iV}
{\displaystyle \ x_{4}=-W-iV}
Причём {\displaystyle W}, {\displaystyle V} — действительные числа.
Тогда два других корня можно записать как
{\displaystyle \ x_{1}=W+iK}
{\displaystyle \ x_{2}=W-iK}
Здесь {\displaystyle K} может быть либо действительным, либо чисто мнимым числом.
Выразим a через корни уравнения
{\displaystyle \ a=x_{1}x_{2}+x_{1}x_{3}+x_{1}x_{4}+x_{2}x_{3}+x_{2}x_{4}+x_{3}x_{4}=x_{1}x_{2}+(x_{1}+x_{2})(x_{3}+x_{4})+x_{3}x_{4}=}
{\displaystyle \ =(W^{2}+K^{2})+(W^{2}+V^{2})-4W^{2}=V^{2}+K^{2}-2W^{2}}
Выразим К через остальные коэффициенты:
{\displaystyle \ K^{2}=a+2W^{2}-V^{2}}
{\displaystyle \ c=x_{1}x_{2}x_{3}x_{4}=W^{4}+(V^{2}+K^{2})W^{2}+K^{2}V^{2}=W^{4}+2W^{4}+aV^{2}+2W^{2}V^{2}-V^{4}+aW^{2}}
или
{\displaystyle \ V^{4}-(a+2W^{2})V^{2}+c-3W^{4}-aW^{2}=0}
Итого
{\displaystyle \ V^{2}=1/2((a+2W^{2})\pm {\sqrt {a^{2}-4c+8aW^{2}+16W^{4}}})}
{\displaystyle \ b=x_{1}x_{2}x_{3}+x_{1}x_{2}x_{4}+x_{1}x_{3}x_{4}+x_{2}x_{3}x_{4}=(W^{2}+K^{2})\cdot (-2W)+(W^{2}+V^{2})\cdot (2W)=2W(V^{2}-K^{2})=}
{\displaystyle \ =2W(2V^{2}-a-2W^{2})=2W\cdot {\sqrt {a^{2}-4c+8aW^{2}+16W^{4}}}}
Или {\displaystyle \ b^{2}=4W^{2}\cdot (a^{2}-4c+8aW^{2}+16W^{4})}
Отсюда {\displaystyle \ 64W^{6}+32aW^{4}+4(a^{2}-4c)W^{2}-b^{2}=0}
Заменяя {\displaystyle \ y=W^{2}}, получаем резольвенту, решив которую, находим W

## Вывод черездискриминант
Имеем уравнение канонического вида:
{\displaystyle x^{4}+ax^{2}+bx+c=0}
Выделим полный квадрат
{\displaystyle (x^{2}+{\frac {a}{2}})^{2}={\frac {a^{2}}{4}}-bx-c}
Сделаем так, чтобы полный квадрат равнялся квадратному трехчлену. Прибавим к обеим частям {\displaystyle 2yx^{2}+ay+y^{2}}, тогда
{\displaystyle (x^{2}+{\frac {a}{2}}+y)^{2}=2yx^{2}-bx+{\frac {a^{2}}{4}}-c+ay+y^{2}}
Полный квадрат равен квадратному трехчлену тогда и только тогда, когда дискриминант квадратного трехчлена равен 0, то есть:
{\displaystyle b^{2}-4\cdot (2y)\cdot ({\frac {a^{2}}{4}}-c+ay+y^{2})=0}
Преобразуя получим:
{\displaystyle y^{3}+ay^{2}+({\frac {a^{2}-4c}{4}})y-{\frac {b^{2}}{8}}=0}
Решая кубическое уравнение, получаем корень {\displaystyle y_{1}} и подставляя получаем:
{\displaystyle (x^{2}+{\frac {a}{2}}+y_{1})^{2}=2y_{1}(x-y_{1})^{2}}
Далее извлекаем корень и решаем квадратное уравнение относительно {\displaystyle x}
{\displaystyle x^{2}+{\frac {a}{2}}+y_{1}=\pm {\sqrt {2y_{1}}}(x-y_{1})}

## История
С 15 лет  Луиджи Феррари был учеником у миланского математика Джероламо Кардано, который быстро обнаружил его выдающиеся способности. К этому времени Кардано уже был известен алгоритм решения кубических уравнений; Феррари сумел найти аналогичный способ для решения уравнений четвёртой степени. Оба алгоритма Кардано опубликовал в своей книге «Высокое искусство».